# Tolmomyias sucunduri
El picoplano del Sucunduri (Tolmomyias sucunduri) es una especie (o subespecie, dependiendo de la clasificación adoptada) de ave paseriforme de la familia Tyrannidae perteneciente al género Tolmomyias. Fue recientemente descrita para la ciencia, en 2013. Es endémico del centro de la Amazonia en Brasil. 

## Distribución y hábitat
Se distribuye en una zona restringida en el centro de la Amazonia brasileña, desde la margen derecha de los ríos Canumã y Sucunduri en el estado de Amazonas, hacia el este hasta la orilla izquierda del bajo río Tapajós en Pará y hacia el sur hasta aproximadamente el paralelo 05° 40' S.
Habita en el dosel de selvas húmedas de árboles altos y raramente desciende al subdosel.

## Estado de conservación
Aunque no ha sido calificada por el Unión Internacional para la Conservación de la Naturaleza (IUCN), los autores de la descripción la califican como preocupación menor, siendo bastante común dentro de su zona de distribución.

## Sistemática

### Descripción original
La especie T. sucunduri fue descubierta en 1995 a partir de su canto diferenciado por Bret Whitney y permaneció como especie no descrita del complejo Tolmomyias; el holotipo fue recolectado en 2009, y fue finalmente descrita por los ornitólogos Bret M. Whitney, Fabio Schunck, Marco Antonio Rêgo & Luís Fábio Silveira, en 2013 bajo el mismo nombre científico. La localidad tipo es: «orilla izquierda del Río Parauri cerca de 6 km arriba de la cascada Tambor (05°04'02"S/8°2'40"O) elevación de 70 m.»
El descubrimiento de esta especie hizo parte de la mayor descripción de nuevas especies en 140 años, cuando, en 2013, 15 nuevas aves amazónicas fueron descritas por científicos de 3 instituciones brasileñas: Universidad de São Paulo, Museu Paraense Emílio Goeldi e Instituto Nacional de Pesquisas da Amazônia y una estadounidense: Louisiana State University.

### Taxonomía
A pesar de descrita como especie plena, el Comité de Clasificación de Sudamérica (SACC) ha rechazado la Propuesta N° 646 de reconocimiento y prefiere considerarla como parte integrante del complejo Tolmomyias assimilis, dependiendo de más estudios futuros. Tanto el Congreso Ornitológico Internacional (IOC) como Clements checklist/eBird la consideran la subespecie T. assimilis sucunduri. El Comité Brasileño de Registros Ornitológicos (CBRO) la lista como especie plena.